# ناتان فرگوسن (بازیکن فوتبال، زاده۱۹۹۵)
ناتان فرگوسن (انگلیسی: Nathan Ferguson؛ زادهٔ ۱۲ اکتبر ۱۹۹۵) بازیکن فوتبال است.
از باشگاه‌هایی که در آن بازی کرده‌است می‌توان به باشگاه فوتبال داگنم و ردبریج اشاره کرد.